# しらさぎ台
しらさぎ台（しらさぎだい）は徳島県徳島市の町名。

## 概要
しらさぎ台は1970年代後半に東急不動産（東京都渋谷区）の開発によりしらさぎ台の造成工事が行われ宅地分譲を開始したため、徳島県内の不動産会社の広告では『東急しらさぎ台』と記述されることもある。
しらさぎ台は徳島県徳島市上八万町西山のなだらかな丘陵に位置する海抜50m地点に佇む中高層住宅がない閑静な住宅街であり、内科クリニックや郵便局、スーパーマーケットが立地するメインストリートは2車線道路のほか自動車や路線バスが通行出来る道幅の広い側道や街路樹が整備されている。またしらさぎ台のほぼ中央に位置するしらさぎ台中央公園のほかしらさぎ台には合計7箇所の公園が整備されており深緑が多い住宅街となっている。

## 統計
- 人口：3,162人（2015年5月現在、徳島市ホームページ人口統計情報より）
- 世帯数：1,356世帯（同上）
- 総区画数：1,637区画
- 地目：宅地
- 都市計画：市街化調整区域

## 地理

### 周辺道路
しらさぎ台は徳島県徳島市中心部より徳島市のランドマークである眉山南方の国道438号より徳島県道208号、または眉山北方の国道192号より徳島県道21号を経由して車で約25分（約10km）の丘陵に位置する。しらさぎ台全体が自然に囲まれた丘の上に構成されており、丘麓北側に徳島県道208号一宮下中筋線、南側に国道438号が通っている。
一般国道
- 国道438号

都道府県道
- 徳島県道208号一宮下中筋線

### 河川
しらさぎ台の南方から北方にかけてゆるやかな園瀬川が流れており自然豊かな住宅街を形成している。
- 園瀬川

## 施設
- しらさぎ台自然公園 - 丘麓の自然林を利用した公園。
- しらさぎ台集会所 - 自治会が管理する集会棟。
- 徳島市しらさぎ台まちづくり活動センター - 通称は「しらさぎ台ドーム」。
- しらさぎ台1号・2号・3号・4号・5号公園
- しらさぎ台中央公園

## 交通

### 自動車
- JR高徳線・牟岐線 徳島駅より車で約25分（約10km）。
- 神戸淡路鳴門自動車道・徳島自動車道徳島ICより車で約35分。
- 徳島阿波おどり空港より車で約50分。

### 公共交通機関
JR徳島駅前バスターミナルより徳島市営バス3番乗り場から、徳島バス『しらさぎ台』『一宮』『天の原（大木経由）』行きで約30分、「しらさぎ台プラザ前」停留所下車。
JR徳島駅前バスターミナルより徳島バス4番乗り場『中辺経由神山高校前』行きで約30分、「西地」停留所下車、徒歩で約5分。